# Donja Borina
Donja Borina (em cirílico: Доња Борина) é uma vila da Sérvia localizada no município de Mali Zvornik, pertencente ao distrito de Mačva, na região de Podrinje. A sua população era de 1515 habitantes segundo o censo de 2011.

## Demografia
| 1948  | 1953  | 1961  | 1971  | 1981  | 1991  | 2002  | 2011  |
| ----- | ----- | ----- | ----- | ----- | ----- | ----- | ----- |
| 1 187 | 1 290 | 1 395 | 1 446 | 1 521 | 1 707 | 1 731 | 1 515 |